# Classics 100
De Classics 100 is een jaarlijks terugkerend hitlijstevenement op de Vlaamse radiozender Radio 1. Het betreft een Top 100 rond de beste pop- en rocknummers aller tijden, samengesteld op basis van inzendingen van luisteraars.  De 1ste uitzending werd in 2010 georganiseerd en vindt traditioneel op 1 mei plaats. De presentatie werd verzorgd door Lieve De Maeyer en Evert Venema.

## Erepodium editie 2013
| Plaats | Artiest           | Lied                     |
| ------ | ----------------- | ------------------------ |
| 1      | Led Zeppelin      | Stairway To Heaven       |
| 2      | Bruce Springsteen | Born To Run              |
| 3      | Neil Young        | Like A Hurricane         |
| 4      | The Beatles       | A Day in the Life        |
| 5      | Pink Floyd        | Wish You Were Here       |
| 6      | Bob Dylan         | Like a Rolling Stone     |
| 7      | Deep Purple       | Child In Time            |
| 8      | Queen             | Bohemian Rhapsody        |
| 9      | Nirvana           | Smells like teen spirit  |
| 10     | Jimi Hendrix      | All Along the Watchtower |